# Épigène de Byzance
Pour les articles homonymes, voir Épigène.
Épigène de Byzance (en grec ancien Έπιγένης / Epigénês) est un astrologue grec chaldéen des IIIe et IIe siècles av. J.-C.

## Biographie
Épigène de Byzance étudia les doctrines et savoirs chaldéens. D'autres érudits grecs étudièrent comme lui la connaissance des savants et prêtres chaldéens, notamment Artémidore de Parium et Apollonios de Myndos. Ses recherches en astronomie nous sont connus grâce aux témoignages d'auteurs grecs tels que Pline l'Ancien ou Sénèque. L'astronome médiéval, Simon de Phares, le cite dans ses écrits, notamment sur la connaissance des Babyloniens en astronomie, science qu'ils étudiaient et pour laquelle ils possédaient des observations astronomiques, selon Épigène, depuis 720 ans, soit un bon miller d'années avant notre ère. Épigène précise que les observations astronomiques des Babyloniens étaient conservées sur des briques cuites et tablettes d'argile.
Épigène étudia notamment la planète Saturne qu'il jugea froide et venteuse. Pline l'Ancien considéra qu'Épigène de Byzance fut un écrivain de premier ordre d'autorité (gravis auctor Imprimis). 
En 1935, l'Union astronomique internationale a donné le nom de Epigenes à un cratère lunaire.